# Argiolaus poecilaon
Argiolaus poecilaon är en fjärilsart som beskrevs av Riley 1928. Argiolaus poecilaon ingår i släktet Argiolaus och familjen juvelvingar. Inga underarter finns listade i Catalogue of Life.